# Чегурдаева, Надежда Львовна
Надежда Львовна Чегурдаева (род. 4 ноября 1968, Фергана) — советская и российская хоккеистка на траве, мастер спорта России международного класса по хоккею на траве (2002) и индорхоккею (2000); бронзовый призёр чемпионата Европы 1991 года в составе сборной СССР. Сестра-близнец хоккеистки Марины Чегурдаевой.
Окончила Казахский институт физической культуры и спорта по специальности «преподаватель физической культуры».

## Биография
Хоккеем на траве начала заниматься в 1979 году в секции ДЮСШ г. Маргилан (Ферганская область, Узбекская ССР) под руководством Владимира Самохотина.
Выступала за клубы «Шелковичка» (Маргилана), «Политотдел» (Ташкент), «Бухара», «Колос» (Борисполь), «Россия» (Москва), «Текстильщик» (Вязники, позже Владимир), «Синтез» (Дзержинск), «Волга-Телеком» (Нижний Новгород). До 2016 года была играющим тренером клуба «Метрострой» (Санкт-Петербург), затем выступала за «Динамо-Электросталь» как играющий тренер. Чемпионка СССР 1991 года в составе бориспольского «Колоса» и серебряный призёр чемпионата СССР 1989 года в составе «Политотдела» (тренер — Игорь Хван). Неоднократная чемпионка России в составе «Волги-Телеком» по хоккею на траве (2002, 2003, 2004, 2005, 2006, 2007, 2009) и по индорхоккею (2003, 2004, 2005, 2011 и 2012).
В составе сборной СССР выиграла бронзовую медаль чемпионата Европы 1991 года в Брюсселе, в молодёжной сборной в 1989 году аналогично завоевала бронзу на молодёжном чемпионате мира в Оттаве. В составе сборной России участвовала в чемпионатах мира 1994 и 2002 годов, чемпионатах Европы 1995 (5-е место) и 1999 годов (4-е место), Трофи 2005 (бронзовый призёр) и 2007 годов (серебряный призёр). Участница чемпионата мира по индорхоккею 2003 года (8-е место), чемпионата Европы 2003 года (10-е место).
В 2018 году выступала за команду «Динамо-Электросталь» на позиции либеро и была одновременно её играющим тренером. В 2019 году в возрасте 49 лет, 6 месяцев и 29 дней попала в Книгу рекордов России как самая возрастная спортсменка игровых видов спорта, однако в том же году завершила игровую карьеру после травмы колена. В том же году была главным судьёй на чемпионате России среди юношей не старше 14 лет.
Дома есть три кошки и две собаки.